# Peter Neuhof

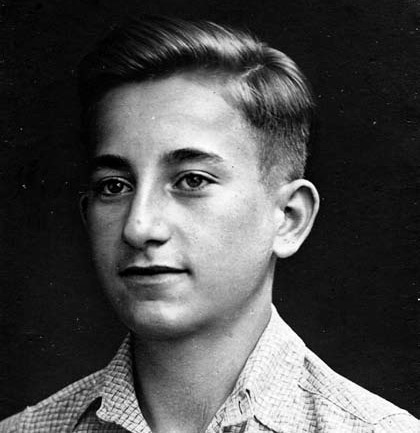
Peter Neuhof (1941)

Peter Neuhof (* 30. Juli 1925 in Berlin) ist ein deutscher Journalist. Als Sohn der kommunistisch-jüdischen Widerstandskämpfer Karl und Gertrud Neuhof war er ab seiner frühen Jugend Betroffener der nationalsozialistischen Gewaltherrschaft. Während des Kalten Krieges war er als West-Berliner Korrespondent für den Rundfunk der DDR ein außergewöhnlicher Grenzgänger. Heute ist er einer der letzten Zeitzeugen für den Terror im und den Widerstand gegen das NS-Regime.

## Familie und Kindheit

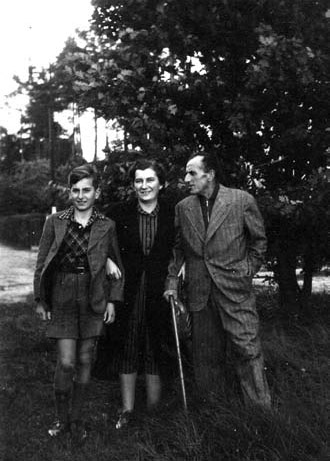
Familienfoto von Peter, Gertrud und Karl Neuhof im Jahre 1939

Peter Neuhof wuchs in der gutbürgerlichen Gartenstadt Berlin-Frohnau auf. In seinem Elternhaus gab es keine materielle Not, sein Vater Karl arbeitete für die Firma Neufeldt & Co. als Getreidehändler an der Börse, sodass er ein gutes Gehalt hatte. Die Familie konnte sich Urlaube und ein Dienstmädchen leisten.
Sowohl sein Vater als auch seine Mutter Gertrud waren Mitglieder in der KPD und in diversen politischen Organisationen und Initiativen, wie einer Erwerbslosenküche, der Roten Hilfe und dem Arbeitersportverein Fichte (ASV Fichte), was Neuhof eine frühe Politisierung einbrachte. Der jüdische Familienhintergrund des Vaters jedoch spielte in seinem Elternhaus eine untergeordnete Rolle, da er nicht jüdisch erzogen wurde.
In einem unweit seines Elternhauses gelegenen, links-liberalen Kinderheim befreundete er sich mit Peter Nelken, dem späteren Chefredakteur des Satiremagazins Eulenspiegel.
Seit seiner Kindheit ist Neuhof sportbegeistert. Für den ASV Fichte betreute die Familie viele, teils internationale Gäste in ihrem Haus. So lernte Peter Neuhof mehrere Aktive diverser Sportarten persönlich kennen und turnte später auch selbst in diesem Verein.
Als im Nationalsozialismus auch für die Mitgliedschaft in Sportvereinen politische Bekenntnisse verlangt wurden, erwog er 1937 Mitglied der Hitlerjugend zu werden, um seiner Leidenschaft nachgehen zu können, was ihm jedoch verwehrt wurde. Seine Eltern bezogen ihn sowohl bei sportlichen als auch bei politischen Aktionen, wie dem Verteilen von Flugblättern mit ein. Nachhaltig politisch geprägt wurde Neuhof, als im Zuge des Wahlkampfes im April 1932 ein Familienfreund durch ein NSDAP-Mitglied erschossen wurde.

## NS-Zeit
Mit Beginn des Nationalsozialismus konnte sein Vater aufgrund der Boykotte jüdischer Geschäfte 1933 nur noch deutlich weniger Geld verdienen. Im Frühjahr 1934 schließlich musste die Familie aus finanziellen Gründen in eine kleinere Wohnung umziehen. Die Familienwohnung wurde von den Nationalsozialisten mehrfach (erfolglos) nach Waffen und linker Lektüre durchsucht. Kontakte zu NS-Gegnern pflegte die Familie weiter, so beispielsweise über den "Kaffeelieferanten" Franz Demuth. Nach den Novemberpogromen 1938 verlor sein Vater endgültig seinen Job und versuchte seither die Familie mit Hilfsarbeiten über Wasser zu halten. Von 1940 bis 1943 musste der Vater Zwangsarbeit in der sogenannten „Judenkolonne“ der Farbenfabrik Warnecke & Böhm leisten. Außerdem erhielt er den erzwungenen Namenszusatz „Israel“. All dies prägte Neuhof nachhaltig.
Peter Neuhof wurde 1942 gemustert und zu seiner Erleichterung als „wehrunwürdig“ eingestuft. Ein Ereignis, das er in seiner Autobiografie mit den Worten „Das ist weder mein Krieg noch mein ‚Führer‘“ kommentierte. Er besuchte ab 1936 das Realgymnasium Hermsdorf, von wo er im September 1942 aus antisemitischen Gründen verwiesen wurde, da er den Nationalsozialisten als sogenannter „Halbjude“ galt. Im gleichen Monat wurden die ersten Mitglieder des jüdischen Teils seiner Familie in das KZ Theresienstadt deportiert. Seine über 80-jährige Großmutter Helene starb dort, drei Monate nach ihrer Deportation, am 5. Dezember 1942. Insgesamt 16 seiner unmittelbaren Verwandten kommen durch die Schoah ums Leben.
In der als NS-„Musterbetrieb“ geltenden Wittenauer Werkzeugmaschinenfabrik Herbert Lindner konnte Neuhof ab Januar 1943 eine Lehrausbildung beginnen. Trotz der ständig drohenden Gefahr, aus politischen Gründen bedrängt zu werden, gelang es ihm einen weitgehend gewöhnlichen Ausbildungsalltag zu haben und sogar an einem Reichsberufswettkampf teilzunehmen.
Als die Gestapo im Februar 1943 ermittelte, dass die Familie Neuhof antifaschistische Widerstandsarbeit leistete, indem sie dem gesuchten Mitglied der KPD-Inlandsleitung Wilhelm Beuttel illegalen Unterschlupf gewährte, wurden seine Eltern verhaftet und auch Neuhof kurz verhört.
Seither lebte Neuhof alleine in der Wohnung seiner Eltern. Zusammen mit Verwandten und Bekannten half er seinen Eltern in den Folgemonaten die Zeit in den Repressionseinrichtungen des NS-Staates durchzustehen. Zu beiden unterhielt er teils legalen, teils heimlichen Briefkontakt, versorgte diese mit Nahrungsmitteln, Wäsche und anderen hilfreichen Dingen. Nachdem sein Vater im Oktober 1943 ins Konzentrationslager Sachsenhausen eingeliefert wurde, erhielt Peter Neuhof beim Judenreferat der Gestapo dessen Habe ausgehändigt, darunter auch sein während der Haftzeit geschriebenes Tagebuch. Die Hoffnung nicht aufgebend, fuhr Neuhof noch im Dezember 1943 nach Oranienburg und suchte das KZ Sachsenhausen auf, um seinen Vater zu unterstützen. Erst während des Prozesses seiner Mutter im Januar 1944 erfuhren sie und Neuhof zufällig, dass sein Vater Karl bereits zwei Monate zuvor im KZ Sachsenhausen erschossen worden war.
Im Frühjahr 1945 konnte Neuhof Flugblätter einsammeln, die die Amerikaner bei einem Angriffsflug abgeworfen hatten – sie „künden vom baldigen Ende der Naziherrschaft, berichten vom Vormarsch der Alliierten“. Diese schmuggelte er in seinen Betrieb, der entgegen seinem Ruf als NS-„Musterbetrieb“ eher ein Hort von NS-Oppositionellen war, und verbreitete sie dort heimlich während seiner Nachtschicht.
Nach ihrer Haftentlassung engagierte sich seine Mutter erneut im antifaschistischen Widerstand und wurde dadurch im September 1944 erneut verhaftet. Einen Monat später sollte Neuhof als „Mischling 1. Grades“ zur Organisation Todt eingezogen werden. Kurz darauf wurde das Ersuchen eingestellt, da er bereits kriegswichtige körperliche Arbeit in seinem Lehrbetrieb verrichtete, wo er in der Endphase des Krieges Bauteile für Granatwerfer anfertigte.
Im Februar 1945 wurde Neuhof zum Volkssturm einberufen. Dort musste er Gräben ausheben und Schießübungen mit schlechter Ausrüstung absolvieren. Kurz darauf wurde der Irrtum bemerkt, dass er trotz seines jüdischen Familienhintergrundes eingezogen wurde, sodass er in seinen Ausbildungsbetrieb zurückkehren konnte.
Das Ende des Nationalsozialismus erlebte Peter Neuhof in Frohnau. Zu dieser Zeit nahm er an, seine Mutter hätte ihr Leben im KZ Ravensbrück verloren. Erst durch einen Brief von der Widerstandskämpferin Katharina Jacob erfuhr er, dass sie auf einen Todesmarsch getrieben wurde und diesen überlebt hatte.
Seine Erlebnisse dieser Zeit hielt Neuhof in einem eigenen Tagebuch fest.

## Als Journalist im Kalten Krieg
Am 22./23. April 1945, als die Kampfhandlungen in Berlin noch nicht beendet waren, gehörte Neuhof zu einem kleinen Personenkreis, der in Frohnau noch vor ihrer offiziellen (legalen) Wiedergründung, eine KPD-Ortsgruppe initiierte. Fortan nahm er an Veranstaltungen für die Opfer des Faschismus teil und ist seit ihrer Gründung Mitglied der (West-)Berliner Vereinigung der Verfolgten des Naziregimes (VVN).
Als sich in der Nachkriegszeit erste Sportvereine wieder gründeten oder neu entstanden, fungierte Neuhof 1948 als einer von zwei Lizenzträgern für den Leichtathletikverein SC Tegeler Forst. Er blieb in Frohnau und versuchte zunächst über eine Vorstudienanstalt das ihm bisher verwehrt gebliebene Abitur nachzuholen. Doch wegen seiner vielen weiteren Interessen ließ er seinen Studienwunsch fallen. Schließlich begann er als freiberuflicher Mitarbeiter bei Zeitungen wie der BZ am Abend und der Berliner Zeitung zu arbeiten.
Ab 1950 arbeitete er zunächst als Hilfsredakteur und schließlich bis zur sogenannten Wende als West-Berliner Korrespondent des Berliner Rundfunks (Rundfunk der DDR), und für den Sender Stimme der DDR. Diese Tätigkeit wurde mit der eines Redaktionsleiters gleichgestellt.
Seine Entscheidung, für den Rundfunk der DDR zu arbeiten, begründete er mit seinen politischen Überzeugungen. Mit Enttäuschung nahm er 1956 (in Folge des XX. Parteitages der KPdSU) die Informationen von den stalinistischen Verbrechen in der Sowjetunion auf.
Er heiratete 1960 und hat mit seiner mittlerweile verstorbenen Frau einen gemeinsamen Sohn.
Aufgrund seiner politischen Überzeugungen geriet er mit den westdeutschen Behörden aneinander. So befand er sich während der als „Aktion Mai-Test“ bekannt gewordenen Polizeiaktion vom 14. Mai 1963 unter den in West-Berlin festgenommenen Korrespondenten. „In den 60er-Jahren gab es hier eine Hausdurchsuchung der West-Berliner Polizei. Sie haben bei mir aber nur unzählige Manuskripte gefunden und nicht den Sprengstoff, den ich auch gar nicht hatte“, so Neuhof.
Als im Februar 1966 die Skiweltmeisterschaften in Oslo stattfanden, berichtete Neuhof von dort für Radio DDR. Keinen Verhandlungstag ließ er aus, als in den Jahren 1969 und 1970/71 vor dem West-Berliner Landgericht in Moabit der „Berliner Judenmordprozess“ stattfand, den er als Prozessbeobachter für den Berliner Rundfunk und Stimme der DDR verfolgte. Verhandelt wurde gegen Otto Bovensiepen, dessen Stellvertreter Kurt Venter (* 1911), SS-Sturmbannführer, sowie gegen Max Grautstück (* 1903), Mitglied der Gestapo und Kriminalobersekretär im „Judenreferat“. Für Neuhof waren diese Personen als „Schreibtischtäter“ hauptverantwortlich für den organisierten Antisemitismus in Berlin und gelten ihm als „Mörder auch von vielen Angehörigen [s]einer Familie“.

## Autobiografie und Zeitzeugenschaft

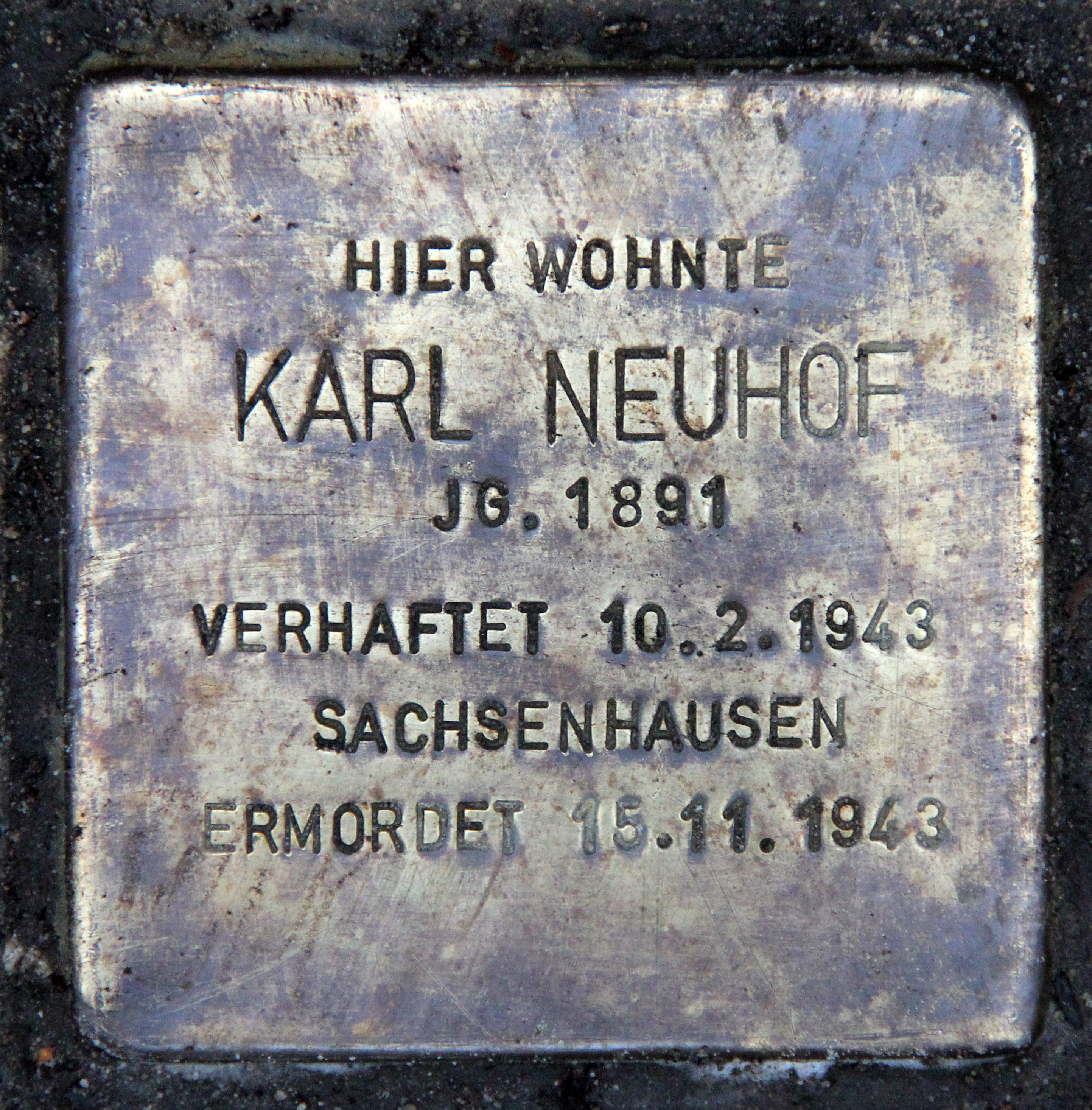
Stolperstein, Zeltinger Straße 65, in Berlin-Frohnau

Im Jahr 2006 veröffentlichte Peter Neuhof das Buch Als die Braunen kamen. Eine Berliner jüdische Familie im Widerstand, in dem er autobiografisch über sein Leben schreibt sowie die Geschichte seiner Familie rekonstruiert, gestützt auf eigene Erinnerungen, eigene und von seinem Vater überlieferte Tagebucheinträge sowie Familienbriefe, Dokumente der Gestapo und Gerichtsakten. Das Buch erschien in der Reihe Bibliothek des Widerstandes im Pahl-Rugenstein Verlag. Die Reinickendorfer Allgemeine Zeitung (13. Juli 2017) urteilte: „In seiner Geschichte verdichtet sich der Nazi-Terror gegen die jüdische Bevölkerung wie in einem Brennglas.“
Im Zuge der Recherchen für sein Buch erfuhr Neuhof unter anderem auch von den Leidenswegen früherer Familienfreunde und Genossen, die in ihrer Emigration in der Sowjetunion und in Dänemark an die Grenzen ihrer kommunistischen Parteilinien stießen und darum verschiedener Repression ausgesetzt waren.
Seit der Veröffentlichung seiner Autobiografie wird Peter Neuhof von Bildungseinrichtungen und geschichtspolitischen Initiativen eingeladen, um als Zeitzeuge über sein Leben, hauptsächlich über seine Erfahrungen mit dem Nationalsozialismus, zu berichten. Bis 2018 wurde er für rund 50 Lesungen beziehungsweise Gespräche eingeladen.
Wissenschaftliches Interesse an ihm zeigt seit Jahren das Zentrum für Antisemitismusforschung der TU Berlin. Hierher wurde Neuhof bereits mehrere Jahre in Folge eingeladen, um Studierenden Fragen über die NS-Herrschaft und über den Umgang mit den NS-Verbrechen nach 1945 zu beantworten.
Bis heute ist er Mitglied der VVN-BdA und beteiligt sich aktiv an ihren Solidaritäts- und Gedenkveranstaltungen. Explizit ermutigt er zum Engagement gegen den aktuellen Rechtsruck in Deutschland.
Unter Berücksichtigung seines Lebens, insbesondere seiner Erfahrungen aus dem NS und der DDR, enthält seine heutige Bilanz überraschend wenig Resignation:

„Ich kann mir nach wie vor eine Welt ohne Kapitalismus vorstellen, aber ob die machbar ist, weiß ich nicht. Jedenfalls die Welt, in der ich jetzt lebe, könnte ich mir viel besser vorstellen als sie ist. Vielleicht war die Welt, wie wir sie uns vorstellten, auch nicht machbar. Was wir unter Sozialismus erlebt haben, war ja kein Sozialismus, und was wir in der Sowjetunion hatten, war es auch nicht. Mögen die nach uns Kommenden ihre Welt gestalten, aber eine Welt die nur auf Waffen beruht, auf Elend und auf Kriegen, das kann nicht die Welt sein, das ist nicht meine Welt.“

Im Jahr 2011 wurde vor dem ehemaligen Wohnhaus der Familie Neuhof, in der Zeltinger Straße 65 in Frohnau, ein Stolperstein für seinen Vater Karl Neuhof verlegt.
2016 übergab Neuhof das Gefängnistagebuch seines Vaters, Familienbriefe und weitere, insgesamt über 500 Dokumente an das Archiv des Jüdischen Museums in Berlin, wo diese als eine bedeutende Seltenheit wertgeschätzt werden.